# 1997-es Formula–1 francia nagydíj
A francia nagydíj volt az 1997-es Formula–1 világbajnokság nyolcadik futama.

## Futam
Franciaországban is Schumacher indult az élről Frentzen előtt. Schumacher megtartotta a vezetést a rajt után is Frentzen előtt, míg Damon Hill elhagyta a pályát és letörött az egyik szárnya. A verseny meglehetősen eseménytelen volt az eső megérkezéséig, ekkor több versenyző kicsúszott. Schumacher is egyszer lement a pályáról, de nagy előnyének köszönhetően nem veszítette el helyezését, ennek ellenére nem állt ki a boxba esőgumikért. Schumacher nyerte a versenyt Frentzen és Irvine előtt. Villeneuve az utolsó kör utolsó kanyarjában megpróbálta Irvine-t megelőzni, de kicsúszott, így negyedik lett.
| Helyezés | #  | Versenyző             | Csapat/Motor      | Futott körök | Idő/Kiesés oka | Rajthely | Pontszám |
| -------- | -- | --------------------- | ----------------- | ------------ | -------------- | -------- | -------- |
| 1        | 5  | Michael Schumacher    | Ferrari           | 72           | 1:38:50,492    | 1        | 10       |
| 2        | 4  | Heinz-Harald Frentzen | Williams-Renault  | 72           | +23,537        | 2        | 6        |
| 3        | 6  | Eddie Irvine          | Ferrari           | 72           | +1:14,801      | 5        | 4        |
| 4        | 3  | Jacques Villeneuve    | Williams-Renault  | 72           | +1:21,784      | 4        | 3        |
| 5        | 7  | Jean Alesi            | Benetton-Renault  | 72           | +1:22,735      | 8        | 2        |
| 6        | 11 | Ralf Schumacher       | Jordan-Peugeot    | 72           | +1:29,871      | 3        | 1        |
| 7        | 10 | David Coulthard       | McLaren-Mercedes  | 71           | Ütközés        | 9        |          |
| 8        | 16 | Johnny Herbert        | Sauber-Petronas   | 71           | +1 kör         | 14       |          |
| 9        | 12 | Giancarlo Fisichella  | Jordan-Peugeot    | 71           | +1 kör         | 11       |          |
| 10       | 14 | Jarno Trulli          | Prost-Mugen-Honda | 70           | +2 kör         | 6        |          |
| 11       | 20 | Katajama Ukjó         | Minardi-Hart      | 70           | +2 kör         | 21       |          |
| 12       | 1  | Damon Hill            | Arrows-Yamaha     | 69           | +3 kör         | 17       |          |
| Kiesett  | 19 | Mika Salo             | Tyrrell-Ford      | 61           | Elektronika    | 19       |          |
| Kiesett  | 8  | Alexander Wurz        | Benetton-Renault  | 60           | Kicsúszás      | 7        |          |
| Kiesett  | 2  | Pedro Diniz           | Arrows-Yamaha     | 58           | Kicsúszás      | 16       |          |
| Kiesett  | 17 | Norberto Fontana      | Sauber-Petronas   | 40           | Kicsúszás      | 20       |          |
| Kiesett  | 22 | Rubens Barrichello    | Stewart-Ford      | 36           | Motorhiba      | 13       |          |
| Kiesett  | 23 | Jan Magnussen         | Stewart-Ford      | 33           | Fékek          | 15       |          |
| Kiesett  | 9  | Mika Häkkinen         | McLaren-Mercedes  | 18           | Motorhiba      | 10       |          |
| Kiesett  | 18 | Jos Verstappen        | Tyrrell-Ford      | 15           | Kicsúszás      | 18       |          |
| Kiesett  | 15 | Nakano Sindzsi        | Prost-Mugen-Honda | 7            | Kicsúszás      | 12       |          |
| Kiesett  | 21 | Tarso Marques         | Minardi-Hart      | 5            | Motorhiba      | 22       |          |

## A világbajnokság élmezőnyének állása a verseny után
| H  | Versenyzők            | Pont | H  | Konstruktőrök     | Pont |
| -- | --------------------- | ---- | -- | ----------------- | ---- |
| 1. | Michael Schumacher    | 47   | 1. | Ferrari           | 65   |
| 2. | Jacques Villeneuve    | 33   | 2. | Williams-Renault  | 52   |
| 3. | Heinz-Harald Frentzen | 19   | 3. | Benetton-Renault  | 25   |
| 4. | Eddie Irvine          | 18   | 4. | McLaren-Mercedes  | 21   |
| 5. | Olivier Panis         | 15   | 5. | Prost-Mugen-Honda | 16   |

## Statisztikák
Vezető helyen:
- Michael Schumacher: 70 (1-22 / 24-46 / 48/72)
- Heinz-Harald Frentzen: 2 (23 / 47)

Michael Schumacher 25. győzelme, 16. pole-pozíciója, 27. leggyorsabb köre, 6. mesterhármasa (gy, pp, lk)
- Ferrari 111. győzelme.